# Абдурахмонов Бекзод Махамаджонович
Бекзод Махамаджонович Абдурахмонов (узб. Bekzod Mahamadjonovich Abdurakhmonov; нар. 15 березня 1990) — узбецький і американський борець вільного стилю, бронзовий призер чемпіонату світу, чемпіон Азії, чемпіон Азійських ігор, учасник Олімпійських ігор.

## Біографія
Народився в Узбекистані, але ще молодою людиною відправився до Сполучених Штатів слідом за своїм братом, що працював там тренером з боротьби в Гарвардському університеті в Бостоні. Там Бекзод виступав на змаганнях з вільної та національної боротьби, брав участь в турнірах зі змішаних єдиноборств, де провів шість поєдинків і у всіх отримав перемоги. На популярних в США студентських чемпіонатах з національної боротьби фолкстайл він представляв команду Пенсильванського університету, яку тренує олімпійський чемпіон Афін Каел Сандерсон. В Узбекистан до національної збірної Бекзода запросили після того, як він на початку 2014 року став срібним призером Меморіалу Дейва Шульца в Колорадо-Спрінгз. У складі збірної Узбекистану Абдурахмонов дебютував у 2014 році і відразу отримав там найкращий результат серед всіх узбецьких борців, посівши третє місце на чемпіонаті світу в рідному Ташкенті і вигравши Азійські ігри в Інчхоні. Наступного року Бекзод став чемпіоном Азії на змаганнях у Досі, а ще через рік отримав право представляти свою країну на Олімпійських іграх в Ріо-де-Жанейро, вигравши Олімпійський кваліфікаційний турнір у Стамбулі. На Олімпіаді Бекзод Абдурахмонов посів п'яте місце. Спочатку він поступився Аніуару Гедуєву з Росії з рахунком 5-10, але той вийшов до фіналу, тому Бекзод отримав право на втішні поєдинки, що давали можливість поборотися за бронзу. Там узбецький борець розгромив діючого на той момент олімпійського чемпіона Джордана Берроуза зі Сполучених Штатів з рахунком 11-1, але у сутичці за третє місце поступився Джабраїлу Гасанову з Азербайджану з рахунком 7-9.

## Спортивні результати на міжнародних змаганнях

### Виступи на Олімпіадах
| Змагання                    | Збірна     | Вагова категорія          | Місце  |
| --------------------------- | ---------- | ------------------------- | ------ |
| Літні Олімпійські ігри 2016 | Узбекистан | вільна боротьба, до 74 кг | 5      |
| Літні Олімпійські ігри 2020 | Узбекистан | вільна боротьба, до 74 кг | Бронза |

### Виступи на Чемпіонатах світу
| Змагання                        | Збірна     | Вагова категорія          | Місце  |
| ------------------------------- | ---------- | ------------------------- | ------ |
| Чемпіонат світу з боротьби 2014 | Узбекистан | вільна боротьба, до 70 кг | Бронза |
| Чемпіонат світу з боротьби 2015 | Узбекистан | вільна боротьба, до 70 кг | 9      |
| Чемпіонат світу з боротьби 2017 | Узбекистан | вільна боротьба, до 74 кг | 5      |
| Чемпіонат світу з боротьби 2018 | Узбекистан | вільна боротьба, до 74 кг | Бронза |
| Чемпіонат світу з боротьби 2019 | Узбекистан | вільна боротьба, до 74 кг | 11     |
| Чемпіонат світу з боротьби 2022 | Узбекистан | вільна боротьба, до 79 кг | 5      |
| Чемпіонат світу з боротьби 2023 | Узбекистан | вільна боротьба, до 74 кг | 16     |

### Виступи на Чемпіонатах Азії
| Змагання                       | Збірна     | Вагова категорія          | Місце  |
| ------------------------------ | ---------- | ------------------------- | ------ |
| Чемпіонат Азії з боротьби 2015 | Узбекистан | вільна боротьба, до 70 кг | Золото |
| Чемпіонат Азії з боротьби 2017 | Узбекистан | вільна боротьба, до 74 кг | Золото |
| Чемпіонат Азії з боротьби 2018 | Узбекистан | вільна боротьба, до 74 кг | 7      |
| Чемпіонат Азії з боротьби 2023 | Узбекистан | вільна боротьба, до 79 кг | Срібло |

### Виступи на Азійських іграх
| Змагання                        | Збірна     | Вагова категорія          | Місце  |
| ------------------------------- | ---------- | ------------------------- | ------ |
| Азійські ігри 2014              | Узбекистан | вільна боротьба, до 70 кг | Золото |
| Азійські ігри в приміщенні 2017 | Узбекистан | вільна боротьба, до 74 кг | Золото |
| Азійські ігри 2018              | Узбекистан | вільна боротьба, до 74 кг | Золото |
| Азійські ігри 2022              | Узбекистан | вільна боротьба, до 74 кг | Бронза |

### Виступи на Іграх ісламської солідарності
| Змагання                          | Збірна     | Вагова категорія          | Місце  |
| --------------------------------- | ---------- | ------------------------- | ------ |
| Ігри ісламської солідарності 2017 | Узбекистан | вільна боротьба, до 74 кг | Бронза |
| Ігри ісламської солідарності 2022 | Узбекистан | вільна боротьба, до 79 кг | Бронза |

### Виступи на інших змаганнях
| Змагання                                                      | Збірна     | Вагова категорія          | Місце  |
| ------------------------------------------------------------- | ---------- | ------------------------- | ------ |
| Відкритий міжнародний турнір «Sunkist Kids» 2010              | США        | вільна боротьба, до 74 кг | 6      |
| Міжнародний турнір Ньюйоркського атлетичного клубу 2012       | США        | вільна боротьба, до 74 кг | 4      |
| Міжнародний турнір Ньюйоркського атлетичного клубу 2013       | США        | вільна боротьба, до 74 кг | 4      |
| Міжнародний меморіал Дейва Шульца 2014                        | Узбекистан | вільна боротьба, до 70 кг | Срібло |
| Турнір Яшара Догу 2015                                        | Узбекистан | вільна боротьба, до 70 кг | 5      |
| Турнір Алі Алієва 2015                                        | Узбекистан | вільна боротьба, до 70 кг | 5      |
| Міжнародний меморіал Білла Фаррелла 2015                      | Узбекистан | вільна боротьба, до 74 кг | Золото |
| Золотий Гран-прі з боротьби 2015                              | Узбекистан | вільна боротьба, до 70 кг | Золото |
| Міжнародний меморіал Дейва Шульца 2016                        | Узбекистан | вільна боротьба, до 74 кг | Срібло |
| Турнір Олександра Медведя 2016                                | Узбекистан | вільна боротьба, до 74 кг | 7      |
| Олімпійський кваліфікаційний турнір з боротьби 2016 (Стамбул) | Узбекистан | вільна боротьба, до 74 кг | Золото |
| Меморіал Вацлава Циолковського 2016                           | Узбекистан | вільна боротьба, до 74 кг | 17     |
| Гран-прі Німеччини з боротьби 2016                            | Узбекистан | вільна боротьба, до 74 кг | Бронза |
| Міжнародний меморіал Білла Фаррелла 2016                      | Узбекистан | вільна боротьба, до 74 кг | Срібло |
| Турнір Яшара Догу 2017                                        | Узбекистан | вільна боротьба, до 74 кг | 9      |
| Кубок Ахмата Кадирова 2017                                    | Узбекистан | команда                   | 5      |
| Pro Wrestling League 2018                                     | Узбекистан | команда                   | Бронза |
| Турнір Г. Картозія і В. Балавадзе 2018                        | Узбекистан | вільна боротьба, до 74 кг | Срібло |
| Турнір Дана Колова — Николи Петрова 2019                      | Узбекистан | вільна боротьба, до 74 кг | Срібло |
| Турнір Олександра Медведя 2019                                | Узбекистан | вільна боротьба, до 74 кг | Золото |
| Київський Міжнародний турнір з боротьби 2021                  | Узбекистан | вільна боротьба, до 79 кг | Бронза |
| Олімпійський кваліфікаційний турнір з боротьби 2020 (Алмати)  | Узбекистан | вільна боротьба, до 74 кг | Срібло |
| Турнір Яшара Догу 2022                                        | Узбекистан | вільна боротьба, до 86 кг | Бронза |
| Меморіал Болата Турлиханова 2022                              | Узбекистан | вільна боротьба, до 86 кг | 8      |
| Турнір Ібрагіма Мустафи 2023                                  | Узбекистан | вільна боротьба, до 79 кг | Бронза |
| Олімпійський кваліфікаційний турнір з боротьби 2024 (Бішкек)  | Узбекистан | вільна боротьба, до 74 кг | Золото |
| Меморіал Імре Поляка та Яноша Варги 2024                      | Узбекистан | вільна боротьба, до 74 кг | 5      |